# Granada (Weinbaugebiet)
Granada ist ein seit 2009 bestehendes Weinbaugebiet in der andalusischen Provinz Granada mit dem Status einer Denominación de Origen (kurz D.O.) im spanischen Klassifikationssystem, was im europäischen System einer geschützten Ursprungsbezeichnung (kurz g.U.; spanisch Denominación de Origen Protegida, kurz DOP) entspricht.
Bis zur Änderung im Jahr 2015 war der Wein von der Qualitätsstufe eines Vino de Calidad (kurz VC, spanisch für Qualitätswein) ist. Dies war eine Stufe unter der heutigen Qualitätsstufe Denominación de Origen. Im europäischen System war es jedoch schon immer eine geschützte Ursprungsbezeichnung, da in Spanien auch Weine mit dem Status eines Vino de Calidad dieses höchste europäische Siegel erhalten.

## Lage
Das Weinbaugebiet umfasst mit 168 beinhalteten Gemeinden fast die gesamte Provinz Granada. Es entstand 2009 und überlappt sich mit den drei bereits seit 2004 bestehenden Weinbaugebieten Laderas del Genil (bis 2009 Granada Sur-Oeste), Altiplano de Sierra Nevada (bis 2009 Norte de Granada) und Cumbres del Guadalfeo (bis 2009 Contraviesa-Alpujarra) mit Produktion von Landwein mit g.g.A. Letzteres ist im neuen Weinbaugebiet Granada eine Subregion mit der Bezeichnung Contraviesa-Alpujarra. Die drei im Zuge der Gründung der Herkunftsbezeichnung Granada umbenannten Landweinbaugebiete bestehen weiterhin fort, sodass Weine, die nicht die Anforderungen für die Herkunftsbezeichnung Granada erfüllen, unter einer der drei weniger strengen Landwein-Herkunftsbezeichnungen vermarktet werden können.

## Wein
Etwa 75 % der verkauften Weine sind Rotweine, der Rest sind vor allem Weißweine. Zu einem verschwindend geringen Anteil werden auch Roséweine und weiße Schaumweine erzeugt. Rotweine werden aus den Rebsorten Tempranillo, Garnacha Tinta, Cabernet Sauvignon, Cabernet Franc, Merlot, Syrah, Pinot Noir, Monastrell, Romé und Petit Verdot gekeltert. Für Weißweine sind die Sorten Vijariego, Sauvignon Blanc, Chardonnay, Moscatel de Alejandría, Moscatel de grano menudo omorisca, Pedro Ximenez, Palomino, Baladí Verdejo und Torrontés zugelassen.